# Рёстель, Франц
Франц Рёстель (нем. Franz Roestel, 4 мая 1902, Гёрлиц — 24 ноября 1974, Регенсбург) — немецкий офицер войск СС.

## Биография
Эрвин Франц Рудольф Рёстель родился 4 мая 1902 года в Гёрлице,Силезия. До прихода в СС служил в сухопутных войсках Германии в чине капитана. 15 ноября 1939 года за кампанию в Польше награждён Железным крестом 2-го класса. 30 июля 1941 года награждён Железным крестом 1-го класса. Командовал 1-й ротой 244-го дивизиона штурмовых орудий. 26 сентября 1942 года награждён Немецким крестом в золоте. Как опытный офицер штурмовой артиллерии был переведен в войска СС, причем вступил в саму организацию(билет № 457995). Служил инструктором в учебных частях. К осени 1944 года возглавил 10-й противотанковый дивизион СС. 27 апреля 1945 года стал последним командиром дивизии CC Фрундсберг.
Умер 24 ноября 1974 года в Регенсбурге.